# Hodábande megye

Zandzsán tartomány megyéinek elhelyezkedése

Hodábande megye (perzsául: شهرستان خدابنده) Irán Zandzsán tartománynak egyik déli megyéje az ország északi részén. Északon Idzsrud megye, északkeleten Szoltánije megye, keleten Abhár megye, délen a Hamadán tartományban fekvő Kabudaráhang megye és Razán megye, délnyugatról, nyugatról Kurdisztán tartomány határolják. Székhelye a 25 000 fős Kedzsdár városa. A megye lakossága 161 696 fő. A megye négy további kerületre oszlik: Központi kerület, Afsár kerület, Bizine Rud kerület és Szodzsász Rud kerület. Három további városa a 3200 fős Garmáb, a 4900 fős Zarrin Rud és az 5500 fős Szodzsász.

## Fordítás
- Ez a szócikk részben vagy egészben  a   Khodabandeh County című angol Wikipédia-szócikk ezen változatának fordításán alapul.  Az eredeti cikk szerkesztőit annak laptörténete sorolja fel. Ez a jelzés csupán a megfogalmazás eredetét és a szerzői jogokat jelzi, nem szolgál a cikkben szereplő információk forrásmegjelöléseként.